# Víska (Nová Ves)
Víska je malá vesnice, část obce Nová Ves v okrese Strakonice v Jihočeském kraji. Nachází se asi jeden kilometr západně od Nové Vsi. Je zde evidováno 41 adres. V roce 2011 zde trvale žilo 23 obyvatel.
Víska leží v katastrálním území Víska u Strakonic o rozloze 4,37 km². Vesnice je značně protáhlá v severojižním směru a její zástavba je roztrhána na několik částí. V katastru Vísek se nalézají druhý a třetí nejvyšší vrchol okresu Strakonice: severozápadní (zvaný též Altán, 845 metrů) a jihovýchodní vrchol (838 metrů) Kůstrého.

## Historie
První písemná zmínka o vesnici pochází z roku 1243.

## Obyvatelstvo
| Rok            | 1869 | 1880 | 1890 | 1900 | 1910 | 1921 | 1930 | 1950 | 1961 | 1970 | 1980 | 1991 | 2001 | 2011 | 2021 |
| -------------- | ---- | ---- | ---- | ---- | ---- | ---- | ---- | ---- | ---- | ---- | ---- | ---- | ---- | ---- | ---- |
| Počet obyvatel | 220  | 244  | 269  | 276  | 312  | 238  | 201  | 139  | 115  | 81   | 43   | 30   | 20   | 23   | 30   |
| Počet domů     | 29   | 33   | 38   | 38   | 40   | 41   | 39   | 40   | 54   | 32   | 20   | 26   | 33   | 36   | 36   |

## Obecní správa
Při sčítání lidu v letech 1850–1929 Víska byla osadou obce Nová Ves v okrese Strakonice. V letech 1930–1973 byla samostatnou obcí, se kterým patřila nejprve do okresu Strakonice, ale v roce 1950 v okrese Vimperk a od roku 1960 opět v okrese Strakonice. Od 1. ledna 1974 do 31. prosince 1991 byla částí obce Hoslovice v okrese Strakonice. Od 1. ledna 1992 je opět částí obce Nová Ves v okrese Strakonice. V letech 1950–1973 k obci patřila Lhota pod Kůstrým.